# Celso Emilio Ferreiro
Celso Emilio Ferreiro Mínguez (Celanova, 1914 – Vigo, 1979) è stato un poeta spagnolo  di lingua galiziana.
La sua opera più importante fu il poema lirico La lunga notte di pietra (1962), seguito nel 1968 da Viaggio al paese dei nani. Pubblicato nel 1973 Cimitero privato, scrisse nel 1975 il nostalgico Dove il mondo si chiama Celanova.